# Pruillé
Pruillé ist eine Ortschaft und eine Commune déléguée in der französischen Gemeinde Longuenée-en-Anjou mit 744 Einwohnern (Stand 1. Januar 2022) im Département Maine-et-Loire in der Region Pays de la Loire. Die Einwohner werden Pruilléen(ne)s genannt.
Mit Wirkung vom 1. Januar 2016 wurden die Gemeinden La Meignanne, La Membrolle-sur-Longuenée, Le Plessis-Macé und Pruillé zu einer Commune nouvelle mit dem Namen Longuenée-en-Anjou zusammengelegt. Die Gemeinde Pruillé gehörte zum Arrondissement Angers und zum Kanton Tiercé.

## Geographie
Pruillé liegt etwa 14 Kilometer nordwestlich von Angers an der Mayenne.

## Bevölkerungsentwicklung
| 1962                       | 1968 | 1975 | 1982 | 1990 | 1999 | 2006 | 2013 |
| -------------------------- | ---- | ---- | ---- | ---- | ---- | ---- | ---- |
| 417                        | 371  | 333  | 387  | 422  | 531  | 602  | 719  |
| Quellen: Cassini und INSEE |      |      |      |      |      |      |      |

## Sehenswürdigkeiten

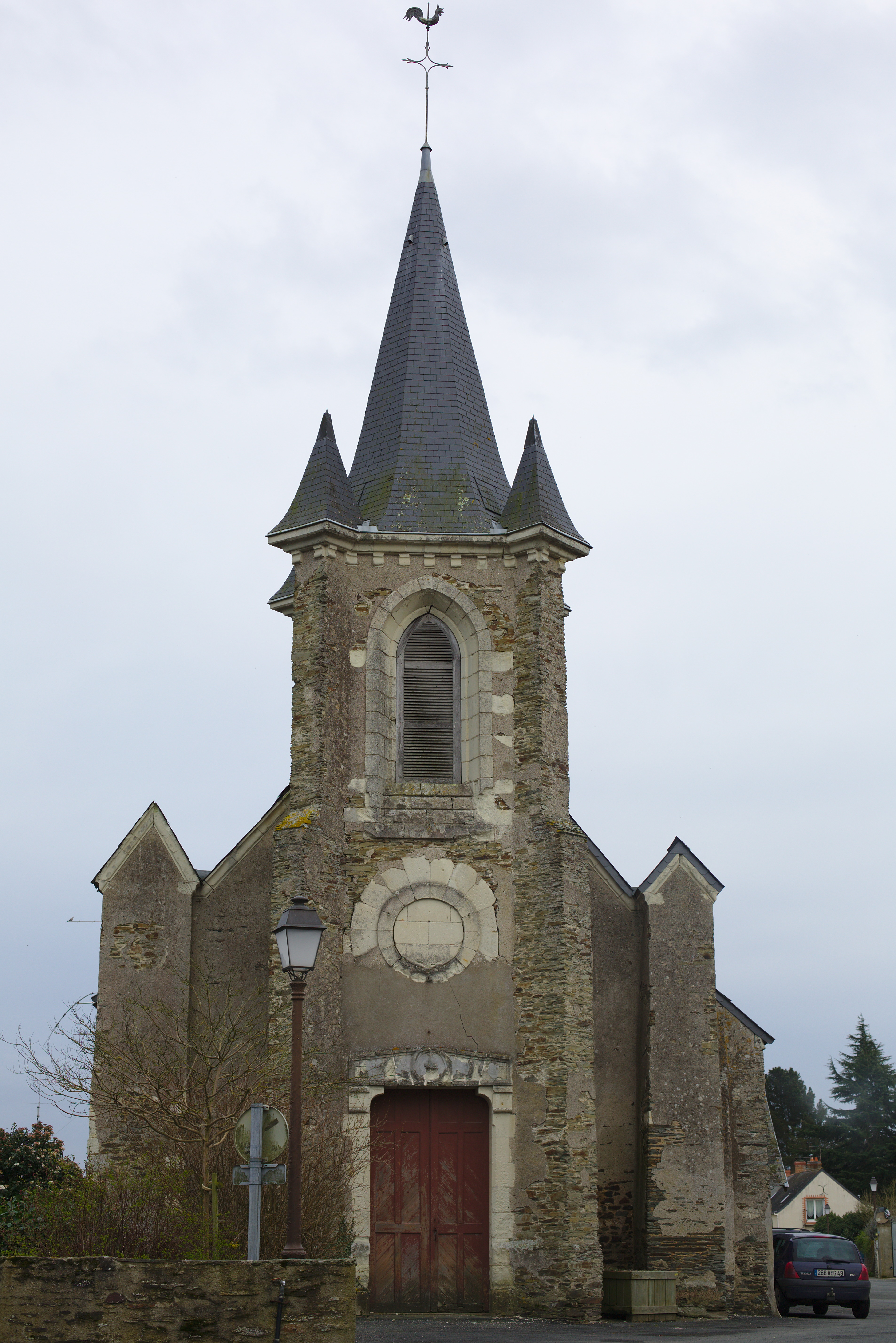
Kirche Saint-Symphorien

- Kirche Saint-Symphorien